# 1342
Portal Geschichte | Portal Biografien | Aktuelle Ereignisse | Jahreskalender | Tagesartikel

◄ |
13. Jahrhundert |
14. Jahrhundert
| 15. Jahrhundert | ►

◄ |
1310er |
1320er |
1330er |
1340er
| 1350er | 1360er | 1370er | ►

◄◄ |
◄ |
1338 |
1339 |
1340 |
1341 |
1342
| 1343 | 1344 | 1345 | 1346 | ► | ►►
Staatsoberhäupter  · Nekrolog
| Januar | Januar | Januar | Januar | Januar | Januar | Januar | Januar |
| Kw     | Mo     | Di     | Mi     | Do     | Fr     | Sa     | So     |
| 1      |        | 1      | 2      | 3      | 4      | 5      | 6      |
| 2      | 7      | 8      | 9      | 10     | 11     | 12     | 13     |
| 3      | 14     | 15     | 16     | 17     | 18     | 19     | 20     |
| 4      | 21     | 22     | 23     | 24     | 25     | 26     | 27     |
| 5      | 28     | 29     | 30     | 31     |        |        |        |
| ------ | ------ | ------ | ------ | ------ | ------ | ------ | ------ |

| Februar | Februar | Februar | Februar | Februar | Februar | Februar | Februar |
| Kw      | Mo      | Di      | Mi      | Do      | Fr      | Sa      | So      |
| 5       |         |         |         |         | 1       | 2       | 3       |
| 6       | 4       | 5       | 6       | 7       | 8       | 9       | 10      |
| 7       | 11      | 12      | 13      | 14      | 15      | 16      | 17      |
| 8       | 18      | 19      | 20      | 21      | 22      | 23      | 24      |
| 9       | 25      | 26      | 27      | 28      |         |         |         |
| ------- | ------- | ------- | ------- | ------- | ------- | ------- | ------- |

| März | März | März | März | März | März | März | März |
| Kw   | Mo   | Di   | Mi   | Do   | Fr   | Sa   | So   |
| 9    |      |      |      |      | 1    | 2    | 3    |
| 10   | 4    | 5    | 6    | 7    | 8    | 9    | 10   |
| 11   | 11   | 12   | 13   | 14   | 15   | 16   | 17   |
| 12   | 18   | 19   | 20   | 21   | 22   | 23   | 24   |
| 13   | 25   | 26   | 27   | 28   | 29   | 30   | 31   |
| ---- | ---- | ---- | ---- | ---- | ---- | ---- | ---- |

| April | April | April | April | April | April | April | April |
| Kw    | Mo    | Di    | Mi    | Do    | Fr    | Sa    | So    |
| 14    | 1     | 2     | 3     | 4     | 5     | 6     | 7     |
| 15    | 8     | 9     | 10    | 11    | 12    | 13    | 14    |
| 16    | 15    | 16    | 17    | 18    | 19    | 20    | 21    |
| 17    | 22    | 23    | 24    | 25    | 26    | 27    | 28    |
| 18    | 29    | 30    |       |       |       |       |       |
| ----- | ----- | ----- | ----- | ----- | ----- | ----- | ----- |

| Mai | Mai | Mai | Mai | Mai | Mai | Mai | Mai |
| Kw  | Mo  | Di  | Mi  | Do  | Fr  | Sa  | So  |
| 18  |     |     | 1   | 2   | 3   | 4   | 5   |
| 19  | 6   | 7   | 8   | 9   | 10  | 11  | 12  |
| 20  | 13  | 14  | 15  | 16  | 17  | 18  | 19  |
| 21  | 20  | 21  | 22  | 23  | 24  | 25  | 26  |
| 22  | 27  | 28  | 29  | 30  | 31  |     |     |
| --- | --- | --- | --- | --- | --- | --- | --- |

| Juni | Juni | Juni | Juni | Juni | Juni | Juni | Juni |
| Kw   | Mo   | Di   | Mi   | Do   | Fr   | Sa   | So   |
| 22   |      |      |      |      |      | 1    | 2    |
| 23   | 3    | 4    | 5    | 6    | 7    | 8    | 9    |
| 24   | 10   | 11   | 12   | 13   | 14   | 15   | 16   |
| 25   | 17   | 18   | 19   | 20   | 21   | 22   | 23   |
| 26   | 24   | 25   | 26   | 27   | 28   | 29   | 30   |
| ---- | ---- | ---- | ---- | ---- | ---- | ---- | ---- |

| Juli | Juli | Juli | Juli | Juli | Juli | Juli | Juli |
| Kw   | Mo   | Di   | Mi   | Do   | Fr   | Sa   | So   |
| 27   | 1    | 2    | 3    | 4    | 5    | 6    | 7    |
| 28   | 8    | 9    | 10   | 11   | 12   | 13   | 14   |
| 29   | 15   | 16   | 17   | 18   | 19   | 20   | 21   |
| 30   | 22   | 23   | 24   | 25   | 26   | 27   | 28   |
| 31   | 29   | 30   | 31   |      |      |      |      |
| ---- | ---- | ---- | ---- | ---- | ---- | ---- | ---- |

| August | August | August | August | August | August | August | August |
| Kw     | Mo     | Di     | Mi     | Do     | Fr     | Sa     | So     |
| 31     |        |        |        | 1      | 2      | 3      | 4      |
| 32     | 5      | 6      | 7      | 8      | 9      | 10     | 11     |
| 33     | 12     | 13     | 14     | 15     | 16     | 17     | 18     |
| 34     | 19     | 20     | 21     | 22     | 23     | 24     | 25     |
| 35     | 26     | 27     | 28     | 29     | 30     | 31     |        |
| ------ | ------ | ------ | ------ | ------ | ------ | ------ | ------ |

| September | September | September | September | September | September | September | September |
| Kw        | Mo        | Di        | Mi        | Do        | Fr        | Sa        | So        |
| 35        |           |           |           |           |           |           | 1         |
| 36        | 2         | 3         | 4         | 5         | 6         | 7         | 8         |
| 37        | 9         | 10        | 11        | 12        | 13        | 14        | 15        |
| 38        | 16        | 17        | 18        | 19        | 20        | 21        | 22        |
| 39        | 23        | 24        | 25        | 26        | 27        | 28        | 29        |
| 40        | 30        |           |           |           |           |           |           |
| --------- | --------- | --------- | --------- | --------- | --------- | --------- | --------- |

| Oktober | Oktober | Oktober | Oktober | Oktober | Oktober | Oktober | Oktober |
| Kw      | Mo      | Di      | Mi      | Do      | Fr      | Sa      | So      |
| 40      |         | 1       | 2       | 3       | 4       | 5       | 6       |
| 41      | 7       | 8       | 9       | 10      | 11      | 12      | 13      |
| 42      | 14      | 15      | 16      | 17      | 18      | 19      | 20      |
| 43      | 21      | 22      | 23      | 24      | 25      | 26      | 27      |
| 44      | 28      | 29      | 30      | 31      |         |         |         |
| ------- | ------- | ------- | ------- | ------- | ------- | ------- | ------- |

| November | November | November | November | November | November | November | November |
| Kw       | Mo       | Di       | Mi       | Do       | Fr       | Sa       | So       |
| 44       |          |          |          |          | 1        | 2        | 3        |
| 45       | 4        | 5        | 6        | 7        | 8        | 9        | 10       |
| 46       | 11       | 12       | 13       | 14       | 15       | 16       | 17       |
| 47       | 18       | 19       | 20       | 21       | 22       | 23       | 24       |
| 48       | 25       | 26       | 27       | 28       | 29       | 30       |          |
| -------- | -------- | -------- | -------- | -------- | -------- | -------- | -------- |

| Dezember | Dezember | Dezember | Dezember | Dezember | Dezember | Dezember | Dezember |
| Kw       | Mo       | Di       | Mi       | Do       | Fr       | Sa       | So       |
| 48       |          |          |          |          |          |          | 1        |
| 49       | 2        | 3        | 4        | 5        | 6        | 7        | 8        |
| 50       | 9        | 10       | 11       | 12       | 13       | 14       | 15       |
| 51       | 16       | 17       | 18       | 19       | 20       | 21       | 22       |
| 52       | 23       | 24       | 25       | 26       | 27       | 28       | 29       |
| 1        | 30       | 31       |          |          |          |          |          |
| -------- | -------- | -------- | -------- | -------- | -------- | -------- | -------- |

| Januar | Januar | Januar | Januar | Januar | Januar | Januar | Januar |
| Kw     | Mo     | Di     | Mi     | Do     | Fr     | Sa     | So     |
| 1      |        | 1      | 2      | 3      | 4      | 5      | 6      |
| 2      | 7      | 8      | 9      | 10     | 11     | 12     | 13     |
| 3      | 14     | 15     | 16     | 17     | 18     | 19     | 20     |
| 4      | 21     | 22     | 23     | 24     | 25     | 26     | 27     |
| 5      | 28     | 29     | 30     | 31     |        |        |        |
| ------ | ------ | ------ | ------ | ------ | ------ | ------ | ------ |

| Februar | Februar | Februar | Februar | Februar | Februar | Februar | Februar |
| Kw      | Mo      | Di      | Mi      | Do      | Fr      | Sa      | So      |
| 5       |         |         |         |         | 1       | 2       | 3       |
| 6       | 4       | 5       | 6       | 7       | 8       | 9       | 10      |
| 7       | 11      | 12      | 13      | 14      | 15      | 16      | 17      |
| 8       | 18      | 19      | 20      | 21      | 22      | 23      | 24      |
| 9       | 25      | 26      | 27      | 28      |         |         |         |
| ------- | ------- | ------- | ------- | ------- | ------- | ------- | ------- |

| März | März | März | März | März | März | März | März |
| Kw   | Mo   | Di   | Mi   | Do   | Fr   | Sa   | So   |
| 9    |      |      |      |      | 1    | 2    | 3    |
| 10   | 4    | 5    | 6    | 7    | 8    | 9    | 10   |
| 11   | 11   | 12   | 13   | 14   | 15   | 16   | 17   |
| 12   | 18   | 19   | 20   | 21   | 22   | 23   | 24   |
| 13   | 25   | 26   | 27   | 28   | 29   | 30   | 31   |
| ---- | ---- | ---- | ---- | ---- | ---- | ---- | ---- |

| April | April | April | April | April | April | April | April |
| Kw    | Mo    | Di    | Mi    | Do    | Fr    | Sa    | So    |
| 14    | 1     | 2     | 3     | 4     | 5     | 6     | 7     |
| 15    | 8     | 9     | 10    | 11    | 12    | 13    | 14    |
| 16    | 15    | 16    | 17    | 18    | 19    | 20    | 21    |
| 17    | 22    | 23    | 24    | 25    | 26    | 27    | 28    |
| 18    | 29    | 30    |       |       |       |       |       |
| ----- | ----- | ----- | ----- | ----- | ----- | ----- | ----- |

| Mai | Mai | Mai | Mai | Mai | Mai | Mai | Mai |
| Kw  | Mo  | Di  | Mi  | Do  | Fr  | Sa  | So  |
| 18  |     |     | 1   | 2   | 3   | 4   | 5   |
| 19  | 6   | 7   | 8   | 9   | 10  | 11  | 12  |
| 20  | 13  | 14  | 15  | 16  | 17  | 18  | 19  |
| 21  | 20  | 21  | 22  | 23  | 24  | 25  | 26  |
| 22  | 27  | 28  | 29  | 30  | 31  |     |     |
| --- | --- | --- | --- | --- | --- | --- | --- |

| Juni | Juni | Juni | Juni | Juni | Juni | Juni | Juni |
| Kw   | Mo   | Di   | Mi   | Do   | Fr   | Sa   | So   |
| 22   |      |      |      |      |      | 1    | 2    |
| 23   | 3    | 4    | 5    | 6    | 7    | 8    | 9    |
| 24   | 10   | 11   | 12   | 13   | 14   | 15   | 16   |
| 25   | 17   | 18   | 19   | 20   | 21   | 22   | 23   |
| 26   | 24   | 25   | 26   | 27   | 28   | 29   | 30   |
| ---- | ---- | ---- | ---- | ---- | ---- | ---- | ---- |

| Juli | Juli | Juli | Juli | Juli | Juli | Juli | Juli |
| Kw   | Mo   | Di   | Mi   | Do   | Fr   | Sa   | So   |
| 27   | 1    | 2    | 3    | 4    | 5    | 6    | 7    |
| 28   | 8    | 9    | 10   | 11   | 12   | 13   | 14   |
| 29   | 15   | 16   | 17   | 18   | 19   | 20   | 21   |
| 30   | 22   | 23   | 24   | 25   | 26   | 27   | 28   |
| 31   | 29   | 30   | 31   |      |      |      |      |
| ---- | ---- | ---- | ---- | ---- | ---- | ---- | ---- |

| August | August | August | August | August | August | August | August |
| Kw     | Mo     | Di     | Mi     | Do     | Fr     | Sa     | So     |
| 31     |        |        |        | 1      | 2      | 3      | 4      |
| 32     | 5      | 6      | 7      | 8      | 9      | 10     | 11     |
| 33     | 12     | 13     | 14     | 15     | 16     | 17     | 18     |
| 34     | 19     | 20     | 21     | 22     | 23     | 24     | 25     |
| 35     | 26     | 27     | 28     | 29     | 30     | 31     |        |
| ------ | ------ | ------ | ------ | ------ | ------ | ------ | ------ |

| September | September | September | September | September | September | September | September |
| Kw        | Mo        | Di        | Mi        | Do        | Fr        | Sa        | So        |
| 35        |           |           |           |           |           |           | 1         |
| 36        | 2         | 3         | 4         | 5         | 6         | 7         | 8         |
| 37        | 9         | 10        | 11        | 12        | 13        | 14        | 15        |
| 38        | 16        | 17        | 18        | 19        | 20        | 21        | 22        |
| 39        | 23        | 24        | 25        | 26        | 27        | 28        | 29        |
| 40        | 30        |           |           |           |           |           |           |
| --------- | --------- | --------- | --------- | --------- | --------- | --------- | --------- |

| Oktober | Oktober | Oktober | Oktober | Oktober | Oktober | Oktober | Oktober |
| Kw      | Mo      | Di      | Mi      | Do      | Fr      | Sa      | So      |
| 40      |         | 1       | 2       | 3       | 4       | 5       | 6       |
| 41      | 7       | 8       | 9       | 10      | 11      | 12      | 13      |
| 42      | 14      | 15      | 16      | 17      | 18      | 19      | 20      |
| 43      | 21      | 22      | 23      | 24      | 25      | 26      | 27      |
| 44      | 28      | 29      | 30      | 31      |         |         |         |
| ------- | ------- | ------- | ------- | ------- | ------- | ------- | ------- |

| November | November | November | November | November | November | November | November |
| Kw       | Mo       | Di       | Mi       | Do       | Fr       | Sa       | So       |
| 44       |          |          |          |          | 1        | 2        | 3        |
| 45       | 4        | 5        | 6        | 7        | 8        | 9        | 10       |
| 46       | 11       | 12       | 13       | 14       | 15       | 16       | 17       |
| 47       | 18       | 19       | 20       | 21       | 22       | 23       | 24       |
| 48       | 25       | 26       | 27       | 28       | 29       | 30       |          |
| -------- | -------- | -------- | -------- | -------- | -------- | -------- | -------- |

| Dezember | Dezember | Dezember | Dezember | Dezember | Dezember | Dezember | Dezember |
| Kw       | Mo       | Di       | Mi       | Do       | Fr       | Sa       | So       |
| 48       |          |          |          |          |          |          | 1        |
| 49       | 2        | 3        | 4        | 5        | 6        | 7        | 8        |
| 50       | 9        | 10       | 11       | 12       | 13       | 14       | 15       |
| 51       | 16       | 17       | 18       | 19       | 20       | 21       | 22       |
| 52       | 23       | 24       | 25       | 26       | 27       | 28       | 29       |
| 1        | 30       | 31       |          |          |          |          |          |
| -------- | -------- | -------- | -------- | -------- | -------- | -------- | -------- |

## Ereignisse

### Politik und Weltgeschehen

#### Byzantinisches Reich
- Byzantinischer Bürgerkrieg (1341–1347)

#### Heiliges Römisches Reich
- 28. Januar: Im Tiroler Freiheitsbrief bestätigt der zukünftige Bräutigam Ludwig von Wittelsbach die Tiroler Rechte und Freiheiten.
- 10. Februar: Ludwig von Wittelsbach heiratet in Meran in Anwesenheit seines Vaters Kaiser Ludwig IV. die Gräfin Margarete von Tirol, die von ihrem luxemburgischen Gatten, Johann Heinrich, den sie im Vorjahr vertrieben hat, noch nicht geschieden ist. Papst Benedikt XII. und sein Nachfolger Clemens VI. erkennen die Ungültigkeit der ersten Ehe jedoch nicht an. Da das Brautpaar überdies im dritten Grad miteinander verwandt ist, bannt er die beiden und spricht das Interdikt über Tirol aus. Trotzdem kann sich Ludwig gegen den Widerstand des Adels und des Klerus als Herrscher in Tirol durchsetzen.

#### Papstwahl in Avignon
- 25. April: Noch während der Bauarbeiten an dem neuen Papstpalast stirbt Papst Benedikt XII. in Avignon. Das Konklave 1342 tritt am 5. Mai erstmals zusammen.
- 7. Mai: Nach nur zweitägigem Konklave wird Pierre Roger de Beaufort einstimmig zum Papst gewählt. Der vierte avignonesische Papst nimmt den Namen Clemens VI. an. Wie seine beiden Vorgänger erkennt er Ludwig IV., den Bayern weder als König noch Kaiser an und belegt ihn mit dem Kirchenbann.

#### Hundertjähriger Krieg

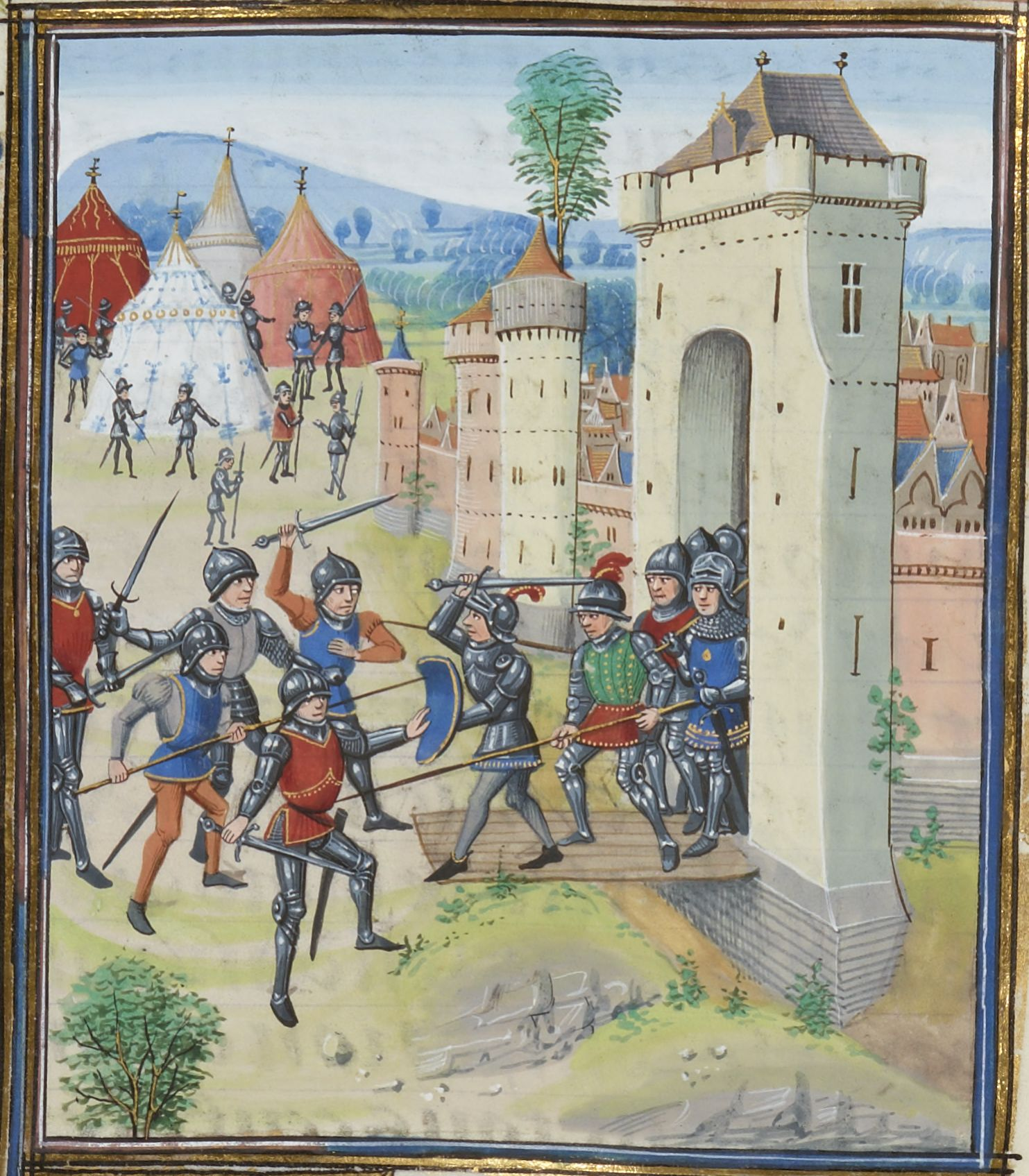
Die Belagerung von Hennebont (Grandes Chroniques de France,
15. Jahrhundert)

- Johanna von Flandern, deren Mann Jean de Montfort sich in Gefangenschaft befindet, leitet mit Erfolg die Verteidigung der Stadt Hennebont gegen die Truppen des Charles de Blois.
- Juli: Nachdem Charles Blois, der von Frankreich unterstützte Herzog von Bretagne, den Großteil seines Herzogtums erobert hat, beginnt er mit der Belagerung von Brest. Die Stadt ist eine der letzten Hochburgen von Jean de Montfort, seinem Gegner im Bretonischen Erbfolgekrieg, der von England unterstützt wird. Während der Belagerung wird der Zugang zur Stadt von der See von einer genuesischen Flotte unter Carlo Grimaldi, dem Herrn von Monaco, blockiert.
- 18. August: Der Sieg der Engländer in der Seeschlacht von Brest über die genuesischen Söldnergaleeren in den Diensten der franko-bretonischen Partei des Hauses Blois, beendet die französische Seeherrschaft vor der Bretagne. Charles Blois lässt die Belagerung daraufhin unverzüglich abbrechen. Seine genuesischen und kastilischen Söldner verweigern wenig später den Dienst und kehren in ihre Heimatländer zurück.
- Einige Tage später landet Robert III. von Artois, Schwager des französischen Königs, mit 800 Mann in der Bretagne, und König Philipp VI. beordert einen Teil der französischen Truppen aus der Bretagne nach Calais, wo er die bevorstehende Ankunft einer englischen Invasionsarmee im Hundertjährigen Krieg vermutet. Die Situation in der Bretagne hat sich damit zugunsten des Hauses Montfort umgedreht.
- 30. September: Die Schlacht von Morlaix zwischen England und Frankreich endet unentschieden. Unter großen Verlusten kann das Haus Blois die Eroberung von Morlaix durch die Engländer verhindern.

#### Urkundliche Ersterwähnungen
- Les Geneveys-sur-Coffrane und Les Hauts-Geneveys werden erstmals urkundlich erwähnt.

### Religion
- Die Kartause Prag wird gegründet.
- Konrad von Megenberg wird Leiter der Stephansschule in Wien, aus der später die Universität hervorgehen wird.
- um 1342: Der Franziskaner Wilhelm von Ockham veröffentlicht sein Hauptwerk, den Dialogus super dignitate papali et regia, in dem er Papsttum und Hierarchie als menschliche, nicht göttliche Einrichtungen wertet und der Kirche sogar die „spirituale Vollgewalt“ abspricht.

### Katastrophen
- Juli: Starke Niederschläge führen in weiten Teilen Mitteleuropas zur schwersten bis heute bekannten Hochwasserkatastrophe, dem Magdalenenhochwasser. Zahlreiche Flüsse erreichen ihre bis heute höchsten je gemessenen Wasserstände. Dabei sollen während des Unwetters in Mitteleuropa zahlreiche Erosionsschluchten, sogenannte Runsen eingerissen sein, die sich bis heute in den Wäldern der Mittelgebirge wiederfinden.
- 22. Juli: In Frankfurt erreicht das Wasser des Mains den höchsten jemals erreichten Stand. Unter anderem wird die Mainbrücke zerstört.

## Geboren

### Geburtsdatum gesichert
- 17. Januar: Philipp der Kühne, Herzog von Burgund († 1404)
- 25. März: Humphrey de Bohun, englischer Adeliger († 1373)

### Genaues Geburtsdatum unbekannt
- Clemens VII. Gegenpapst in Avignon († 1394)
- William Courtenay, Erzbischof von Canterbury und Lordkanzler († 1396)
- Katharina von Luxemburg, Herzogin von Österreich und Markgräfin von Brandenburg († 1395)
- Leon VI., letzter König von Kleinarmenien († 1393)

### Geboren um 1342
- Jean de Brogny, Bischof von Genf und Viviers, Erzbischof von Arles und Kardinalbischof von Ostia († 1426)
- Juliana von Norwich, englische Mystikerin († nach 1413)
- Johannes von Thienen, Ritter, Herr von Tollschlag und Wippendorf († 1397)
- Uskhal Khan, Großkhan der Mongolen († 1388)
- 1328/1342/43: Pedro Martínez de Luna y Gotor, unter dem Namen Benedikt XIII. Gegenpapst während des Abendländischen Schismas († 1423)

## Gestorben

### Todesdatum gesichert
- 22. Januar: Heinrich IV., Herzog von Glogau und Sagan (* 1292)
- 23. Januar: Johann I., Graf von Saarbrücken (* um 1260)
- 23. März: Napoleone Orsini, Kardinal der Katholischen Kirche (* 1263)
- 28. März: Pierre de Faucigny, Bischof von Genf
- 14. April: John de Beaumont, englischer Adeliger (* 1318)

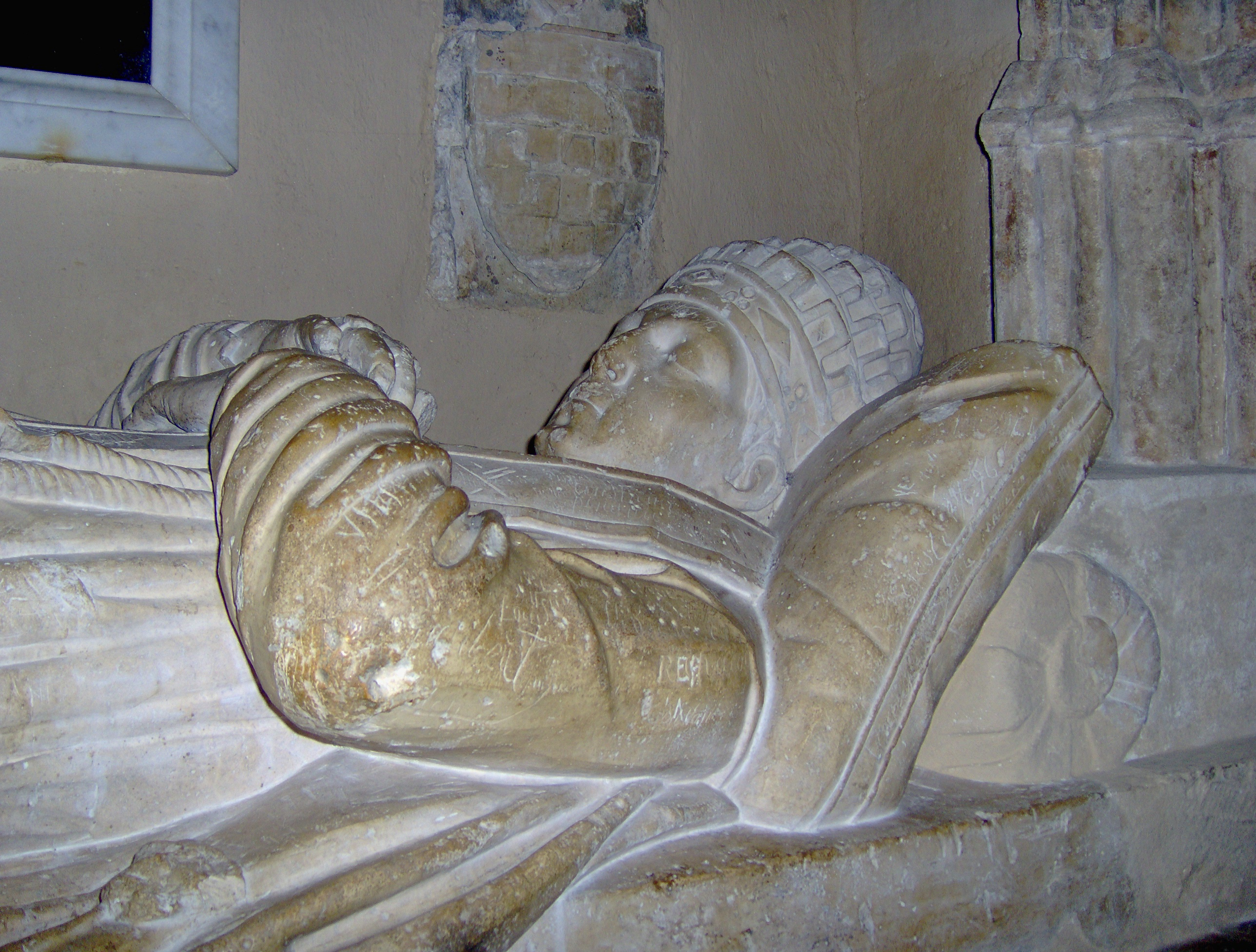
Grab von Benedikt XII. in der Cathédrale de Notre-Dame-des-Doms, Avignon

- 25. April: Benedikt XII., Papst (* um 1285)
- 19. Mai: Albert II. von Sachsen-Wittenberg, Fürstbischof des Bistums Passau (* um 1285)

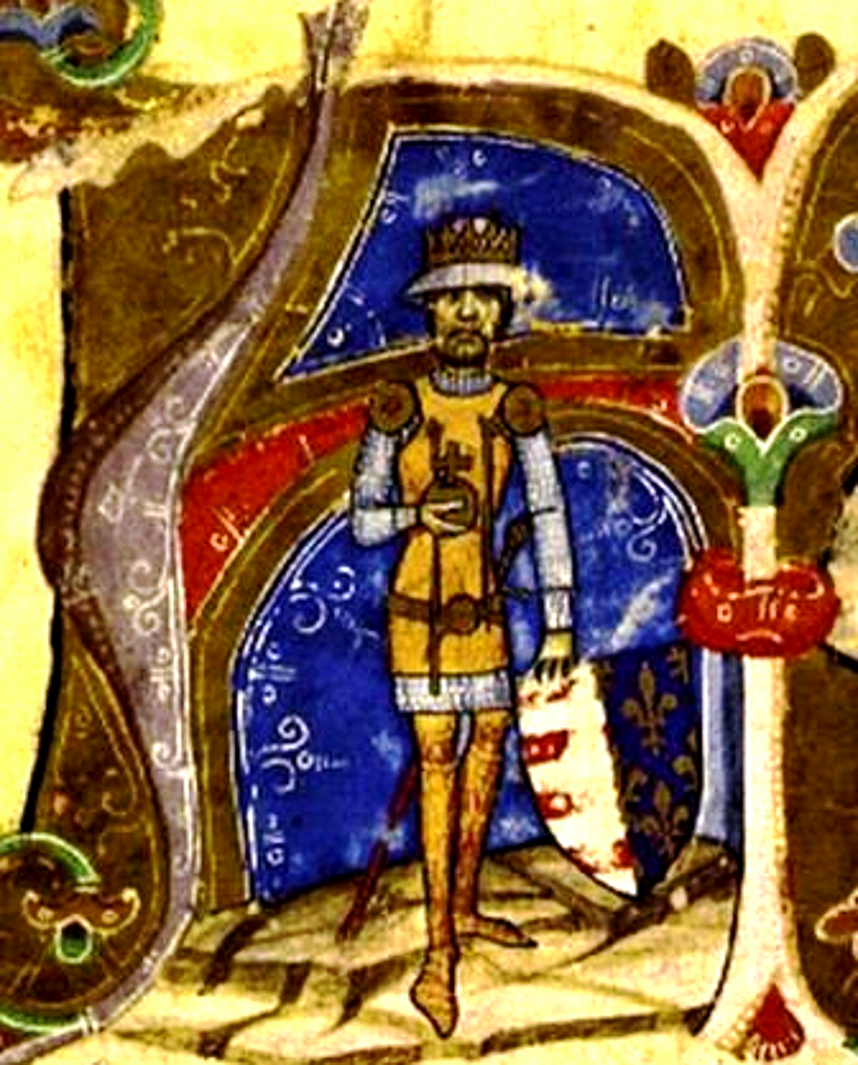
Karl I. Robert von Ungarn

- 16. Juli: Karl I. Robert, König von Ungarn (* 1288)
- 26. Juli: Withego II. von Colditz, Bischof von Meißen
- 27. Juli: Heinrich von Leis, Bischof von Lavant
- 22. November: Konrad III., Abt von Münsterschwarzach
- 29. November: Michael von Cesena, Ordensmeister der Franziskaner und Theologe (* 1270)
- 1. Dezember: Bertrand de Montfavez, französischer Kardinal der Katholischen Kirche (* um 1270)
- 27. Dezember: Hrelja, serbischer Heerführer und Magnat

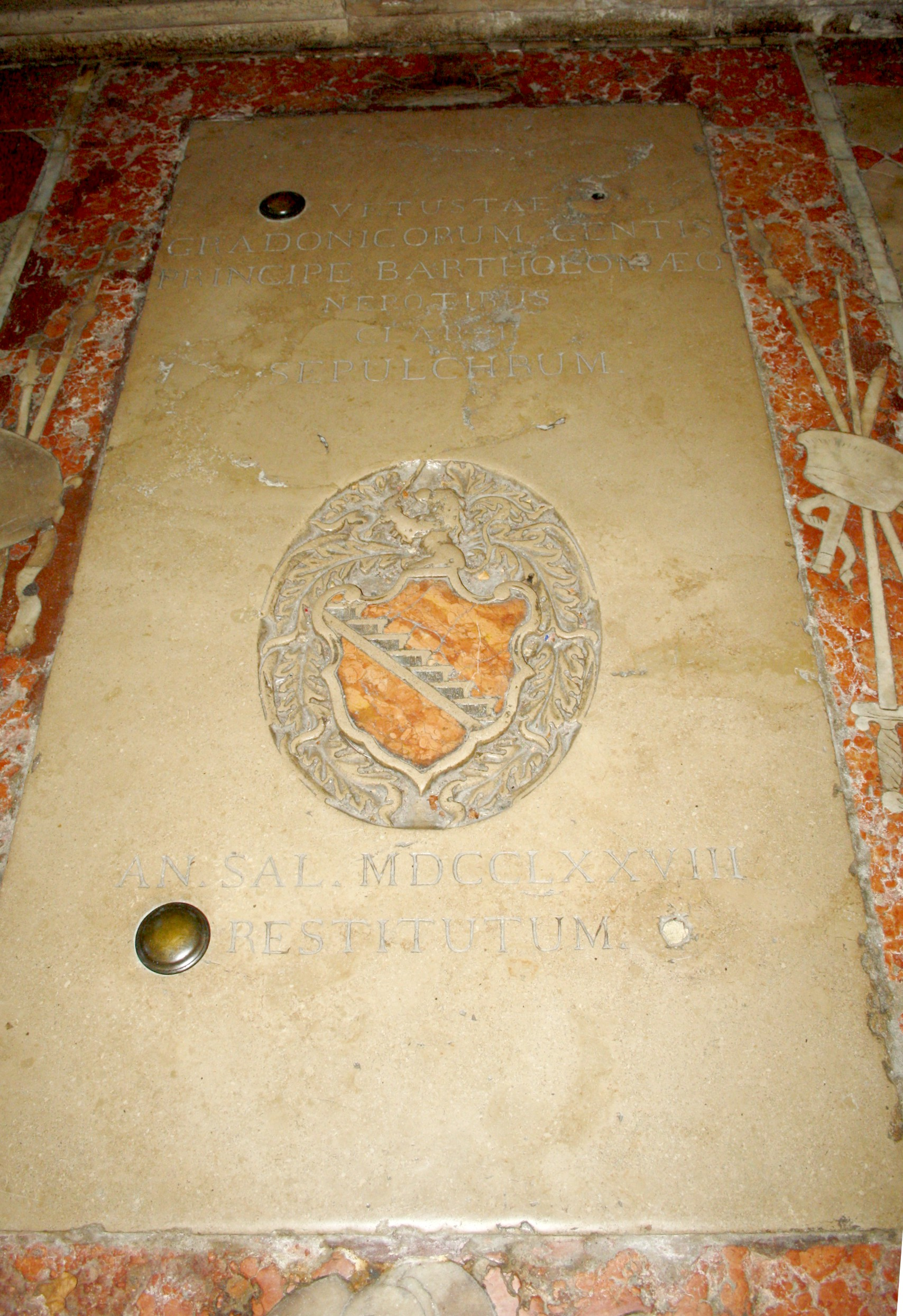
Grabmal Bartolomeo Gradenigo im Atrium von San Marco

- 28. Dezember: Bartolomeo Gradenigo, Doge von Venedig (* 1263)

### Genaues Todesdatum unbekannt
- April: Margaret de Clare, englische Adelige (* 1292)
- August: Guido I., Graf von Blois und Dunois
- August: Peter II., König von Sizilien (* 1305)
- Adelheid, Burggräfin von Dohna
- Anna Anachutlu Komnene, Kaiserin von Trapezunt
- Arnold von Protzan, deutscher Pfarrer
- Bernat de Puigcercós, Inquisitor der Krone von Aragonien
- Berthold V. von Neuffen, Graf von Marstetten und Graisbach (* um 1290)
- al-Dschildaki, persischer Alchemist
- Eberhard von Alen, Bürgermeister der Hansestadt Lübeck
- Petrus de Palude, Theologe und Bischof (* um 1280)
- Robert III., Graf von Artois (* 1287)
- Matthaeus Silvaticus, italienischer medizinischer Schriftsteller und Botaniker (* 1285)
- Hermann Swerting, deutsch-gotländischer Hansekaufmann und Bürgermeister in Visby (* 1280)

### Gestorben um 1342
- Muhammed Usbek Khan, Khan der Goldenen Horde (* 1282)
- Marsilius von Padua, Staatstheoretiker und Politiker (* zw. 1275 und 1290)